# Metamunna mutsuensis
Metamunna mutsuensis là một loài chân đều trong họ Paramunnidae. Loài này được Gamo miêu tả khoa học năm 1976.